# Cumbre Nueva
Cumbre Nueva är en bergrygg av vulkaniskt ursprung på mellersta delen av ön La Palma, Kanarieöarna. Bergryggen ansluter i norr mot kalderan Caldera de Taburiente och i söder mot den aktiva vulkanryggen Cumbre Vieja.